# Epicauta rufipennis
Epicauta rufipennis är en skalbaggsart som först beskrevs av Louis Alexandre Auguste Chevrolat 1834.  Epicauta rufipennis ingår i släktet Epicauta och familjen oljebaggar. Inga underarter finns listade i Catalogue of Life.